# Крук короткохвостий
Крук короткохвостий (Corvus rhipidurus) — вид горобцеподібних птахів роду крук (Corvus) родини воронових (Corvidae).

## Поширення
Вид зустрічається в арідних районах на Близькому Сході, Аравії, Кенії та Судані.

## Опис
Тіло сягає до 47 см завдовжки. Похожий на чорну ворону, але має товстіший дзьоб, коротший хвіст та довші крила. Пір'я чорного забарвлення з пурпурово-синім відблиском, у старих птахів з мідно-коричневим відтінком.

## Спосіб життя
Мешкає у пустелях та сухих місцинах, серед скель.

### Живлення
Живиться на землі комахами, іншими безхребетними, насінням. Може видзьобувати паразитів на шкірі верблюдів.

### Розмноження
Гніздиться на виступах скель. У кладці 2-4 яєць.